# Стефані Севайдс
Стефані Севайдс (англ. Stephanie Savides; нар. 6 лютого 1965) — колишня американська тенісистка.
Найвищу одиночну позицію світового рейтингу — 263 місце досягла 1 лютого 1988, парну — 174 місце — 25 квітня 1988 року.
Здобула 1 одиночний та 1 парний титул туру ITF.

## Фінали ITF

### Одиночний розряд: 1 (1–0)
| Результат | Дата     | Турнір              | Покриття | Суперниця | Рахунок          |
| --------- | -------- | ------------------- | -------- | --------- | ---------------- |
| Перемога  | Лис 1987 | Саґа (Саґа), Японія | Трава    | Їда Ей    | 3–6, 7–6(4), 6–1 |

### Парний розряд: 3 (1–2)
| Результат | Ранг | Дата     | Турнір                    | Покриття | Партнерка    | Суперниці                        | Рахунок       |
| --------- | ---- | -------- | ------------------------- | -------- | ------------ | -------------------------------- | ------------- |
| Перемога  | 1.   | Лип 1985 | Колумбус (Огайо), США     | Тверде   | Карен Дід    | Елісон Вінстон Теміс Замбржицькі | 6–2, 6–2      |
| Runner–up | 2.   | Жов 1987 | Куросіо (Коті), Японія    | Тверде   | Елісон Скотт | Лей-Енн Елдредж Джилл Смоллер    | 3–6, 6–7      |
| Runner–up | 3.   | Жов 1987 | Ібаракі (Ібаракі), Японія | Тверде   | Елісон Скотт | Басукі Яюк Сузанна Вібово        | 3–6, 6–4, 0–6 |